# Doedicurus clavicaudatus
Doedicurus clavicaudatus es una especie extinto de mamíferos cingulados de la familia Glyptodontidae que vivieron durante el Pleistoceno hasta bien entrado el Holoceno, encontrándose un fósil en Arroyo Seco, Argentina de hace 6555±160 años atrás (Borrero et al,1998). Los restos fósiles de Doedicurus clavicaudatus aparecen conservados en Sudamérica, especialmente en la Formación Ensenada, Argentina.

## Descripción

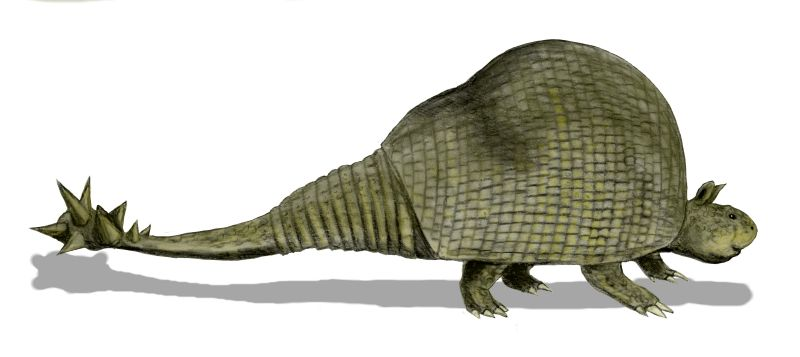
Recreación.

D. clavicaudatus habitaba zonas de bosques y praderas y era herbívoro. Con una altura de 1,5 metros y una longitud total de cerca de 4 metros, podía alcanzar un peso de aproximadamente 1910 a 2370 kilogramos. Poseía un caparazón alto y redondeado, el cual estaba compuesto de varios escudos óseos (osteodermos) estrechamente dispuestos, de forma algo similar a las de sus parientes modernos, los armadillos. Su cola estaba cubierta por bandas óseas flexibles y tenía largas espinas o protuberancias en su extremo, al menos en los ejemplares machos. El caparazón estaba firmemente anclado a la pelvis pero su conexión en el hombro era más suelta. Hacia el frente, poseía un domo pequeño adicional. Se ha interpretado que debajo de este domo habría un espacio lleno de grasa, de manera similar a la joroba de un camello, el cual puede haber servido para almacenar energía para las temporadas secas y amortiguar los impactos de las colas de los animales rivales.

## Distribución
Los fósiles de D. clavicaudatus se han encontrado en América del Sur, especialmente en la Formación Luján en Argentina. Otros restos fósiles se han encontrado en las formaciones San José y Dolores de Uruguay y en Santa Vitória do Palmar, Brasil. Dada la reciente fecha de su desaparición, probablemente se encontró y fue cazado por los primeros pobladores humanos de Suramérica.

## Uso de la maza caudal

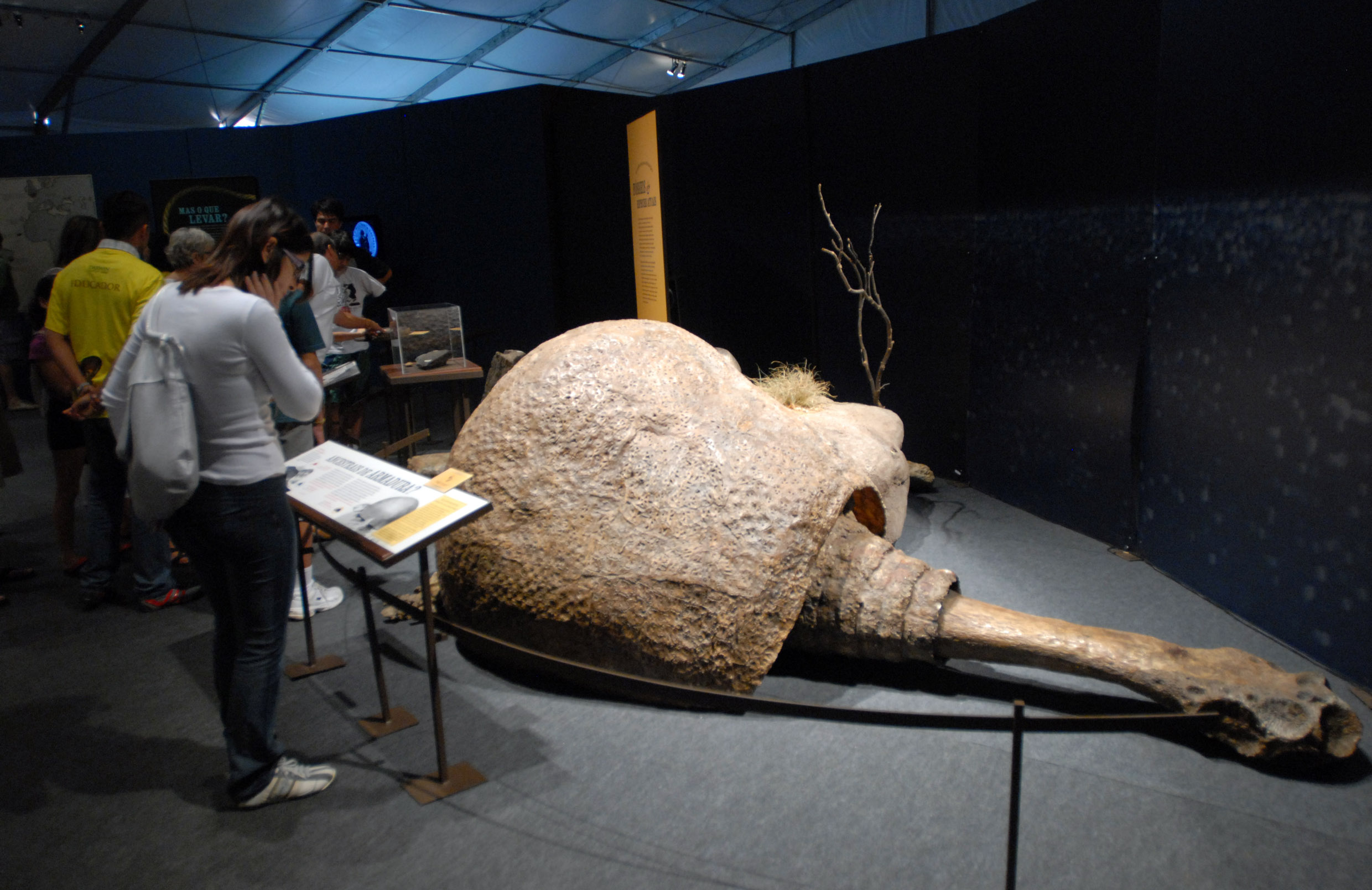
Exposición por los 200 años de Charles Darwin. (Brasil.)

La maza al final de su cola era probablemente usada en combates intraespecíficos, más que para defenderse de depredadores tales como Smilodon, en contraste con la maza superficialmente similar de los dinosaurios anquilosáuridos, las cuales se considera que eran usadas para defenderse contra los dinosaurios carnívoros. De hecho, el uso contra depredadores hubiera sido difícil debido a que el campo de visión del animal estaba tan limitado que habría tenido que esencialmente golpear a ciegas con su cola. Adicionalmente, se ha encontrado caparazones con fracturas que fueron producidas por aproximadamente la misma cantidad de energía que sería producida por los músculos de la cola de Doedicurus.

## En la cultura popular
Estos animales aparecen en diferentes documentales, series de animación o videojuegos:
- En el episodio 5 de la serie de la BBC Walking with Beasts.[4]
- En el videojuego Ark: Survival Evolved.[cita requerida]
- En varias ocasiones en la saga de animación de los desaparecidos estudios Blue sky conocida como La edad del hielo o La era del hielo.[cita requerida]